# Nha Trang Dolphins
Nha Trang Dolphins (Những Chú Cá Heo Nha Trang) là một đội bóng rổ chuyên nghiệp có trụ sở tại thành phố Nha Trang, tỉnh Khánh Hòa, Việt Nam, hiện đang thi đấu tại Giải bóng rổ chuyên nghiệp Việt Nam (VBA). Đội bóng được thành lập năm 2020 và tham gia VBA trong cùng năm. Đây là đội bóng rổ VBA đầu tiên có trụ sở thuộc một tỉnh thay vì một thành phố trực thuộc trung ương.

## Tổng kết thành tích qua các mùa giải VBA
| Mùa giải  | Huấn luyện viên   | Vòng bảng       | Vòng bảng       | Vòng bảng       | Vòng bảng       | Bán Kết                                | Bán Kết                                | Chung Kết                              | Chung Kết                              |
| Mùa giải  | Huấn luyện viên   | Thắng           | Thua            | Tỷ lệ Thắng     | Xếp hạng        | Đối đầu                                | Kết quả                                | Đối đầu                                | Kết Quả                                |
| --------- | ----------------- | --------------- | --------------- | --------------- | --------------- | -------------------------------------- | -------------------------------------- | -------------------------------------- | -------------------------------------- |
| 2020      | Ryan Marchand     | 4               | 8               | .333            | 6th             | Không lọt vào giai đoạn loại trực tiếp | Không lọt vào giai đoạn loại trực tiếp | Không lọt vào giai đoạn loại trực tiếp | Không lọt vào giai đoạn loại trực tiếp |
| 2021      | Mùa giải bị hủy   | Mùa giải bị hủy | Mùa giải bị hủy | Mùa giải bị hủy | Mùa giải bị hủy | Mùa giải bị hủy                        | Mùa giải bị hủy                        | Mùa giải bị hủy                        | Mùa giải bị hủy                        |
| 2022      | Todd Purves       | 7               | 5               | .583            | 3rd             | Hanoi Buffaloes                        | 0-2                                    | Không lọt vào Chung kết                | Không lọt vào Chung kết                |
| 2023      | Predrag Lukic     | 12              | 6               | .667            | 3rd             | Hanoi Buffaloes                        | 2-0                                    | Saigon Heat                            | 1-3                                    |
| 2024      | Christopher Daleo | 11              | 9               | .550            | 4th             | Saigon Heat                            | 0-2                                    | Không lọt vào Chung kết                | Không lọt vào Chung kết                |
| Tổng cộng | Tổng cộng         | 34              | 28              | .548            |                 | 1 Á quân, 2 Bán kết                    | 1 Á quân, 2 Bán kết                    | 1 Á quân, 2 Bán kết                    | 1 Á quân, 2 Bán kết                    |

## Sân nhà
- Nhà thi đấu Trường Đại học Nha Trang (2020-2023)
- Nhà thi đấu Hồ Xuân Hương (2024)
- Nhà thi đấu tỉnh Khánh Hoà (2025 - nay)

## Đội Hình

### Hiện tại
| Vị trí | Số áo | Quốc tịch và Tên          | Chiều cao (m) | Cân nặng (kg) | Ngày, tháng, năm sinh (YYYY-MM-DD) |
| ------ | ----- | ------------------------- | ------------- | ------------- | ---------------------------------- |
| C      | 2     | Max Lee Allen II          | 2.06          | 110           | 2002-09-09                         |
| G      | 3     | Nguyễn Hoàng Phúc         | 1.80          | 67            | 2003-04-11                         |
| G      | 4     | Jaylyn Maurice Richardson | 1.87          | 78            | 1998-05-08                         |
| F      | 6     | Nguyễn Phúc Vinh          | 1.85          | 100           | 2002-09-11                         |
| C/F    | 7     | Mykal Daveon Jenkins      | 2.02          | 98            | 2000-06-15                         |
| SG     | 8     | Nguyễn Thành Đạt          | 1.74          | 75            | 1989-04-17                         |
| F      | 12    | Hứa Kỳ Anh                | 1.90          | 90            | 2003-02-12                         |
| SG/SF  | 14    | Võ Huy Hoàn               | 1.83          | 70            | 1998-07-10                         |
| SG     | 15    | Sơn Minh Tâm              | 1.87          | 75            | 1999-11-28                         |
| F      | 17    | Munkhtur Khurel Togoo     | 1.87          | 80            | 2000-03-14                         |
| G      | 34    | Võ Duy Linh               | 1.78          | 65            | 1999-06-07                         |
| G      | 84    | Huỳnh Vĩnh Quang          | 1.74          | 70            | 1999-11-01                         |

## Huấn luyện viên trưởng
- Ryan Marchand (2020-2021)
- Robert Newson (2021)
- Todd Purves (2022, 2025-nay)
- Pedrag Lukic (2023)
- Christopher Daleo (2024)